# 沙丘隐修院
沙丘隐修院（荷蘭語：Abdij Ten Duinen）是比利时的一座熙笃会修道院。它曾是中世纪佛兰德伯国最富有、最具影响力的宗教机构之一。它原本在科克赛德，后来搬迁到布鲁日城。

## 历史
1107年，隐士Ligerius 在科克赛德附近的沙丘建立了一个修道院。1120年，修道院采用圣本笃会规。1139年加入了熙笃会。部分通过捐赠，部分通过填海，修道院获得了大量土地，用于养羊，生产羊毛，进行贸易。又在肯特郡的东教堂（Eastchurch）建立分院, 从英格兰出口羊毛，但后来卖给了博克利修道院。 多斯特分院成立于1175年，也变得富有和有影响力。
新建筑于1214年开工，1237年完工，居住约400名修士。1262年10月13日，泰鲁阿讷教区和天主教图尔奈教区的主教们祝圣了这座新教堂。

1796年4月9日，在法国占领比利时期间，修道院被取缔，物品被没收。1833年，布鲁日神学院在修道院原址成立。自1897年开始，对科克赛德附近中世纪建筑遗址进行了发掘。 此后又开展了多次发掘，其中最引人注目的是在1955年，1987-88年。 废墟现在是一座博物馆。

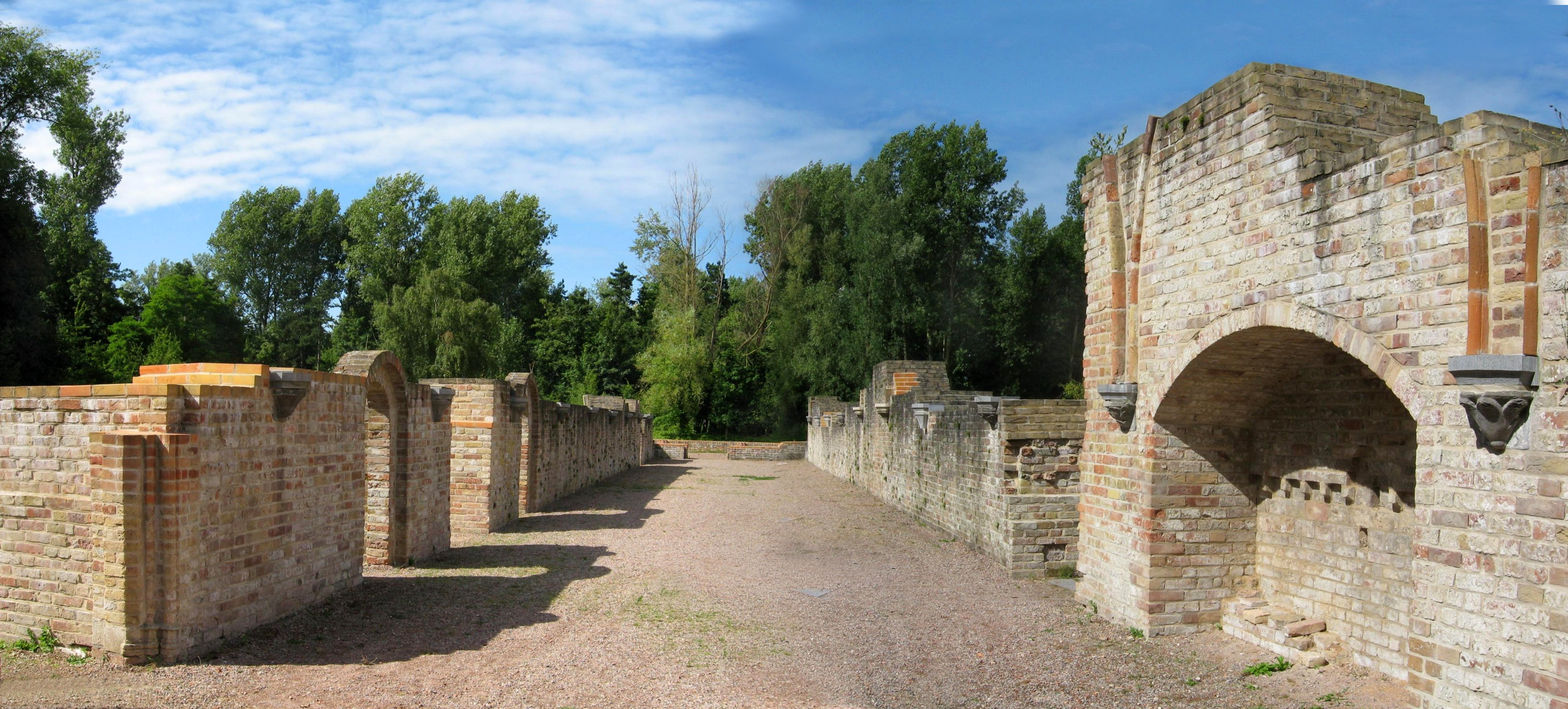
科克赛德中世纪修道院废墟

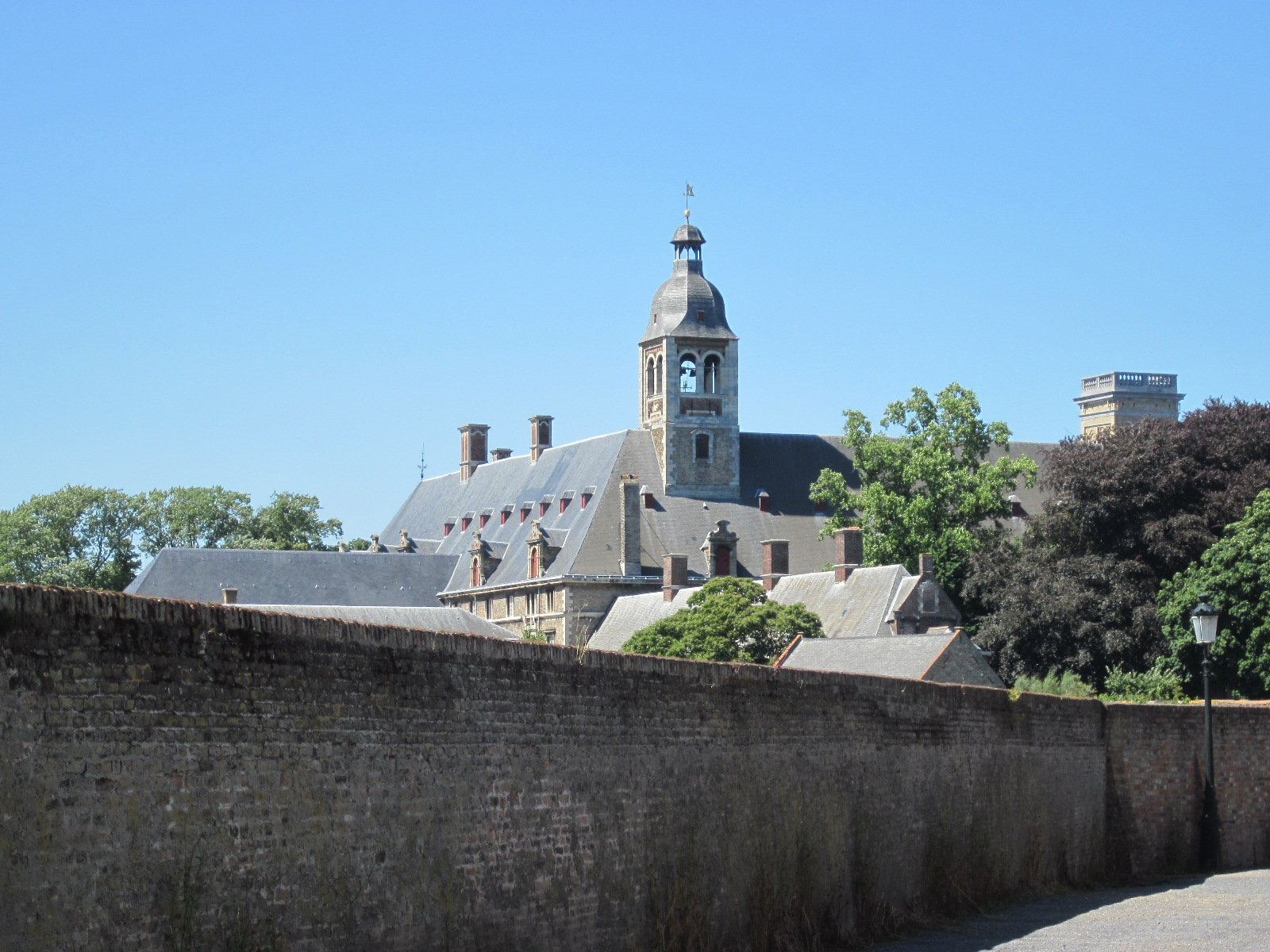
17世纪修道院